# Özcan Melkemichel
Özcan Melkemichel (né le 21 février 1968) est entraineur.

## Biographie

### Manager
À l'aube de la saison 2011, Melkemichel se trouve impliqué dans un mini scandale. À l'image de l'entraîneur d'Helsingborgs IF, Conny Karlsson, la fédération a relevé que le coach de Syrianska n'avait pas les diplômes requis pour diriger un club d'Allsvenskan. En l'absence de cette Licence Pro, Özcan ne peut pas exercer sur un banc d'Allsvenskan. Pour pallier ce problème, le club de Syrianska recrute un nouvel entraîneur, l'Estonien Valeri Bondarenko (ex-FC Narva Trans), pour un an, Özcan devenant pour sa part manager sportif du club.

## Palmarès d'entraineur
- Coupe de Suède : 2018